# Agricultura de l'antic Egipte

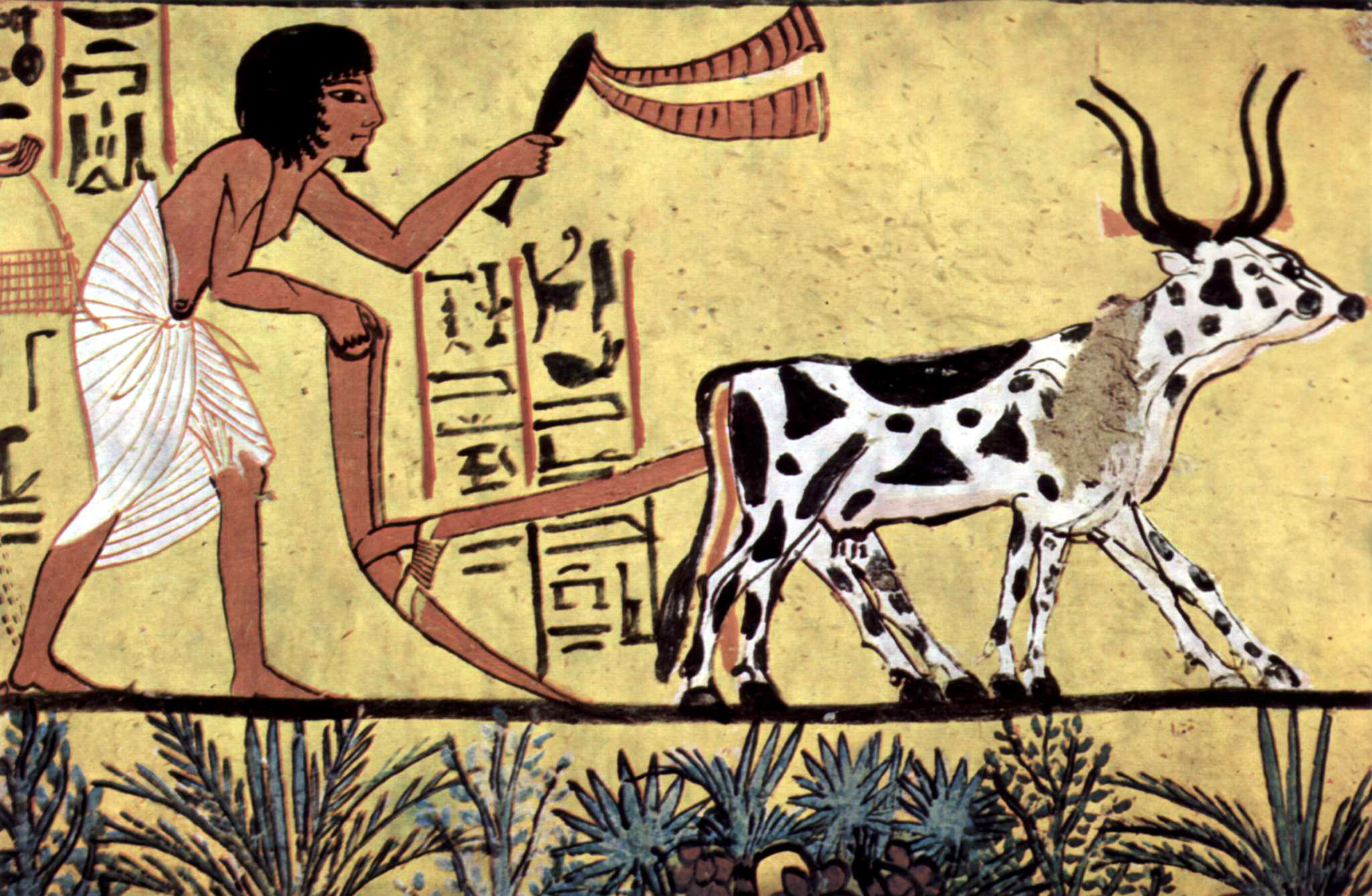
Arada amb un jou de l'antic Egipte. Pintura de la cambra d'enterrament de Sennedjem, c. 1200 aC

La civilització de l'antic Egipte es basava en el riu Nil i depenia de la seva inundació estacional. La previsibilitat del riu i el sòl fèrtil van permetre als egipcis construir un imperi basat en la riquesa agrícola. Sovint es consideren els egipcis com el primer poble en practicar l'agricultura a gran escala. Això era possible a causa de la ingenuïtat dels egipcis en desenvolupar la irrigació de la conca. Les seves pràctiques agrícoles els van permetre cultivar aliments bàsics, especialment cereals com el blat i l'ordi, i cultius industrials, com lli i papir.

## Sistemes agrícoles

### El Nil i sembra de camps

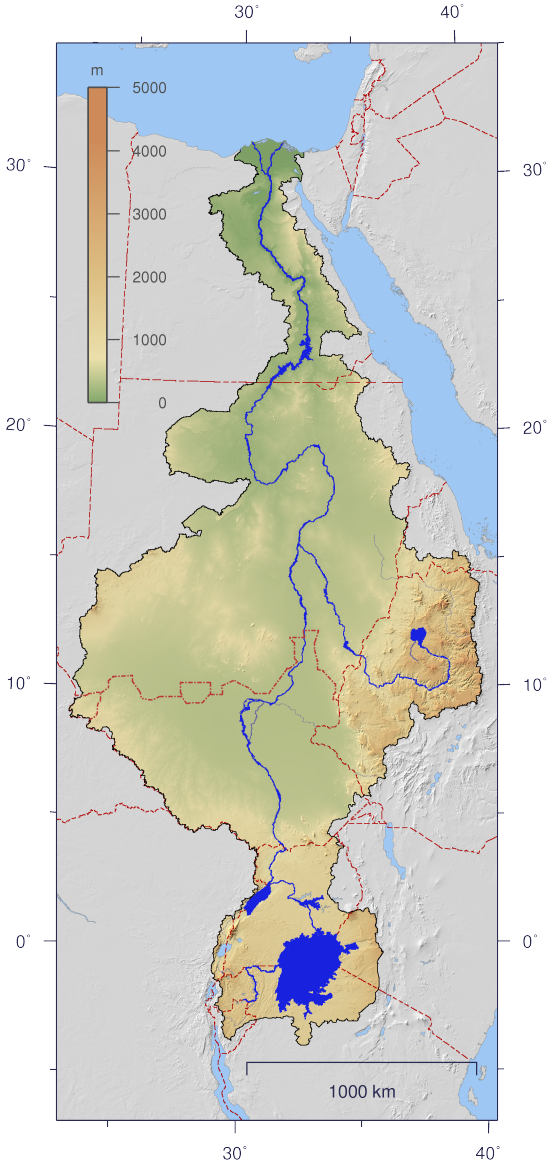
La conca del Nil

La civilització de l'Antic Egipte es va desenvolupar en el clima àrid del nord de l'Àfrica. Aquesta regió es distingeix pels deserts àrab i libi, i el riu Nil. El Nil és un dels rius més llargs del món, i flueix cap al nord des del llac Victòria fins a desembocar a la mar Mediterrània. El Nil té dos afluents principals, el Nil Blau, que s'origina a Etiòpia, i el Nil Blanc, que prové de Ruanda. Mentre que el Nil Blanc es considera més llarg i fàcil de navegar, el Nil Blau conté dues terceres parts del volum d'aigua del riu. Els noms dels afluents deriven del color de l'aigua que porten. Els afluents s'uneixen a Khartum i es divideixen altre cop en arribar a Egipte, on formen el delta del Nil.
Els egipcis van aprofitar el patró natural cíclic d'inundació del Nil. Com que aquesta inundació ocorria d'una forma força previsible, els egipcis van poder desenvolupar les seves activitats agrícoles al seu voltant. Els nivells d'aigua del riu creixien l'agost i el setembre, deixant l'horta i el delta submergits a 1,5 metres d'aigua en el moment màxim. Quan el nivell d'aigua començava a baixar l'octubre, els pagesos passaven a tenir un sòl ben irrigat i fèrtil en el qual podien plantar els seus cultius. El terra que deixava la inundació es coneix com a llaquim i l'arrossegava el Nil des de l'altiplà d'Etiòpia.
Els cultius se sembraven l'octubre un cop acabava la inundació, i es deixava que creixessin amb atenció mínima fins que maduraven els mesos de març i maig. Mentre que les inundacions del Nil eren molt més previsibles i calmades que en altres rius, com el Tigris o l'Eufrates, no sempre era perfecte. L'aigua podia arribar a destruir canals construïts per irrigar, i la falta d'aigua generava un problema encara més gran en deixar els egipcis en situació de fam.

### Sistemes d'irrigació
Els egipcis van desenvolupar sistemes d'irrigació per aprofitar al màxim les aigües del riu Nil per diferents motius. Una de les finalitats més notables de la irrigació era obtenir control sobre les seves pràctiques agrícoles. Les aigües de la inundació es desviaven de certes zones, com de ciutats i jardins, per prevenir que es col·lapsessin, i també permetia proporcionar aigua potable pels egipcis. Tot i que la irrigació era crucial pel seu èxit en l'agricultura, no hi havia normatives a nivell d'Estat sobre el control de l'aigua; la irrigació era responsabilitat dels pagesos locals.
La referència més antiga a la irrigació s'ha trobat al cap de la maça del rei Escorpí, que s'ha datat del 3100 aC. El cap de maça mostra el rei obrint un dic que forma part d'un sistema d'irrigació de la conca. L'associació del rei, personatge d'alt nivell social, amb la irrigació ressalta la importància de la irrigació i l'agricultura a la seva societat.

#### Irrigació de la conca
Els egipcis van desenvolupar i utilitzar una forma de gestió de l'aigua coneguda com a irrigació de la conca. Aquesta pràctica els permetia controlar el creixement i decreixement del riu per adequar-se a les seves necessitats agrícoles. Es va formar una xarxa entrellaçada de murs en camps de cultius que serien inundats pel riu, i, en arribar les inundacions, l'aigua quedava atrapada a la conca formada pels murs. Aquesta xarxa retenia l'aigua més temps que de manera natural, i permetia que el sòl estigués plenament saturat per ser sembrat posteriorment. Quan el terra ho estava, es buidava la conca d'aigua, que es movia a un altre lloc que en necessités més.

### Horticultura

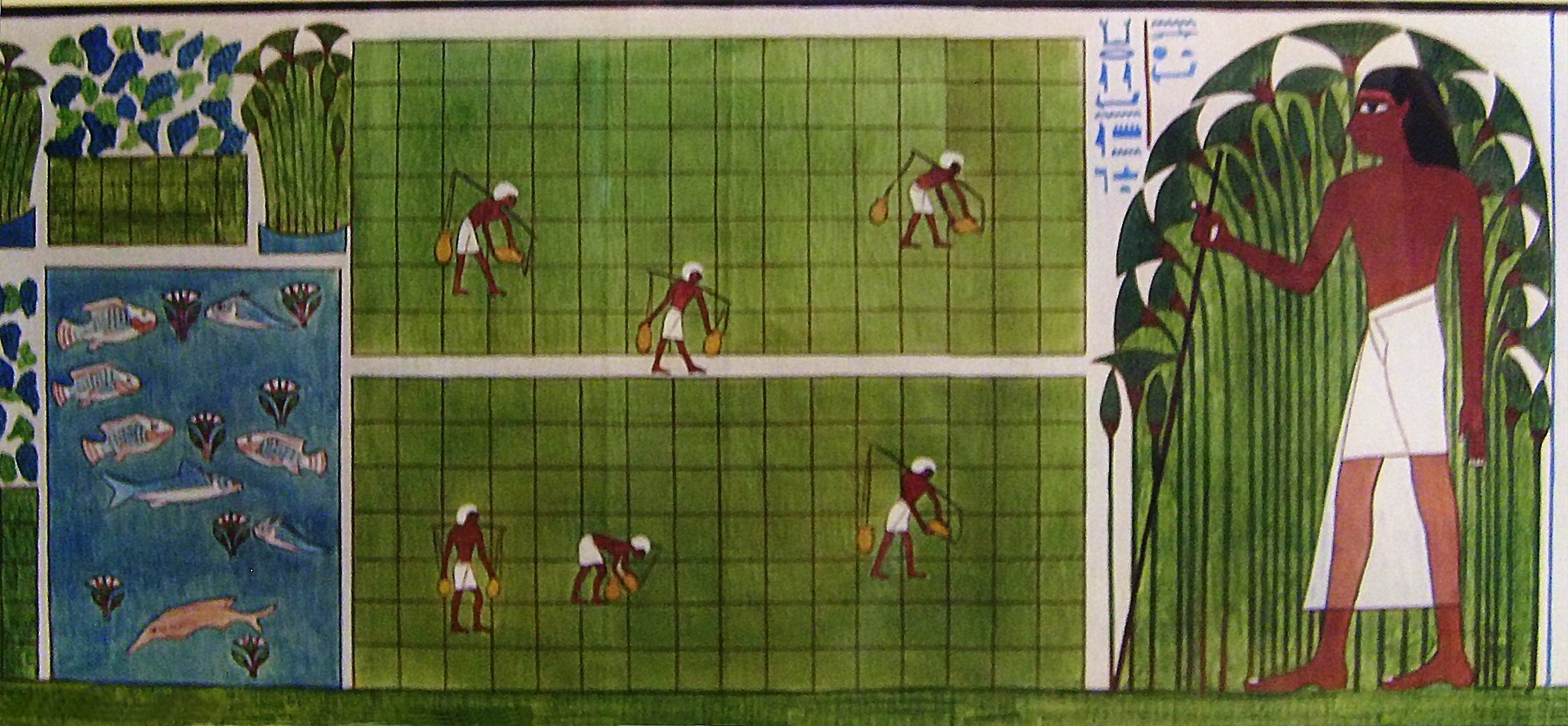
Jardins d'Amun del Temple de Karnak. Pintura a la tomba de Nakh, jardiner en cap, de principis del segle XIV aC

A més de cultius, també es van desenvolupar jardins i horts d'arbres fruites. Aquesta horticultura s'acostumava a fer més lluny de l'horta del Nil, i en conseqüència requeria de molta més feina. La irrigació permanent que necessitaven els jardins va fer que els productors haguessin de portar aigua manualment des d'un pou per regar els seus cultius. A més, mentre que el Nil duia llaquim que fertilitzava la vall, els jardins s'havien de fertilitzar amb excrements de colom. Aquests jardins i horts se solien emprar per produir verdura, vinyes i arbres fruiters.

## Cultius

### Cultius alimentaris
Els egipcis conreaven una gran varietat de cultius per l'alimentació, incloent-hi cereals, verdures i fruites. Tanmateix, les seves dietes es basaven en diversos cultius bàsics com el blat i l'ordi. L'ordi es cultivava per ser fermentat per fer cervesa. Altres cereals conreats destacats són l'espelta petita i la pisana, amb els quals es feia pa. Pel que fa a la majoria de la població, alguns dels aliments bàsics eren mongetes, llenties, i més endavant, cigrons i faves. També es cultivaven arrels com la ceba, l'all i raves, juntament amb enciam i julivert.
Les fruites eren un motiu comú de les obres d'art egípcies, suggerint així que el seu creixement era un punt important dels esforços en agricultura a mesura que progressava la tecnologia agrícola de la civilització. A diferència dels cereals i llegums, la fruita necessitava tècniques agrícoles més exigents i complexes, incloent-hi l'ús de sistemes d'irrigació, el clonatge, la propagació i l'entrenament. Mentre que les primeres fruites cultivades pels egipcis probablement eren indígenes, com el dàtil o el sorgo, es van introduir noves espècies a mesura que arribaven noves influències culturals. S'ha trobat raïm i síndria en indrets de l'Egipte Predinàstic, a més de sicòmor, palmeres tebaiques i espinavesses. Durant l'Imperi Nou d'Egipte, es van introduir la garrofa, l'oliva, la poma i la magrana. Més endavant, durant el període grecoromà, també es van introduir els préssecs i les peres.

### Cultius industrials i de fibres
Els egipcis depenien de l'agricultura no només per la producció de menjar. Eren creatius a l'hora de fer servir les plantes, i les feien servir per medicina, en pràctiques religioses, i en la producció de roba. Potser eren les herbes les que tenien usos més diversos; s'utilitzaven a la cuina, en medicina, en cosmètica i en el procés de momificació. S'han trobat més de 2000 espècies diferents de plantes aromàtiques i amb flor en tombes. El papir era un cultiu extremadament versàtil que creixia a la natura i que també es cultivava. Les arrels de la planta es menjaven, però principalment es feien servir com a cultiu industrial. La tija de la planta es feia servir per construir vaixells, fer estores i paper. El lli va ser un altre cultiu industrial destacat amb diversos usos, principalment la producció de corda i per fer roba. També es conreava henna per produir tint.

## Agricultura i religió
A l'antic Egipte, la religió era un aspecte molt important de la vida quotidiana. Bona part dels compliments religiosos egipcis se centraven en les seves observacions de l'ambient, el Nil i l'agricultura. Feien servir la religió com a manera d'explicar fenòmens naturals, com les inundacions cícliques del Nil i les produccions agrícoles.
Tot i que el Nil era el responsable directe de la bona o mala fortuna que experimentaven els egipcis, no veneraven el riu Nil en si, sinó a déus específics. No tenien cap nom concret pel riu, i s'hi referien simplement com a "Riu". El terme "Nil" no és d'origen egipci.

### Déus
Els egipcis personificaven la inundació amb la creació del déu Hapi. Tot i que la inundació era crucial per la seva supervivència, Hapi no es considerava un dels déus principals. Es representava com una figura amb sobrepès que irònicament feia ofrenes d'aigua i altres productes d'abundància als faraons. No es va construir cap temple específicament en honor d'Hapi, però era venerat quan començava la inundació. Se li feien sacrificis i es cantaven himnes.
El déu Osiris també estava estretament relacionat amb el Nil i la fertilitat de la terra. Durant les festes de les inundacions, es plantaven amb ordi figures de fang d'Osiris.